# 三四少女
三四少女（さんすーがーる）は、大阪を中心に活動する男女混成の4人組のロックバンドである。

## 経歴
SNSを通じて知り合った4人によって、2021年10月に結成された。バンドの始動は2022年3月で、2023年3月4日（サンスーの日）に自主制作盤1st EP「創刊号」をリリースする。同年8月に開催された「マイナビ 閃光ライオット2024 produced by SCHOOL OF LOCK」では決勝出場の9組に選ばれる。グランプリは獲得できなかったが、日本全国に名を知らしめることになった。
2023年12月に自身初となるミュージック・ビデオとしてYouTubeにて「ユートピア」を公開。公開後2か月の期間に10万回再生を超え話題となる。「ユートピア」は2024年3月26日にリリースされた。
関西のライブハウスがプロデュースする「十代才能発掘プロジェクト」である「十代白書2024」決勝大会（2024年3月25日開催）にも12組の中の1組として出場し、準グランプリを獲得した。

## メンバー
- 川田羽撫子 - ボーカル/ギター[1]
- たみ - ギター[1]
- さっちゅー - ベース[1]
- あんどりゅー - ドラム[1]